# Hossein Alizadeh
Hossein Alizadeh (Tabriz, 24 de gener de 1988) és un ciclista iranià, professional des del 2009. Del seu palmarès destaca la victòria a UCI Àsia Tour de 2012.

## Palmarès
- 2010
  - 1r al Tour de Java oriental i vencedor d'una etapa
- 2012
  - 1r a l'UCI Àsia Tour
  - Campió de l'Iran en ruta
  - 1r a la Volta al llac Qinghai i vencedor d'una etapa
- 2014
  - Vencedor d'una etapa a la Volta al Singkarak